# Ca la Curta
Ca la Curta és una casa habilitada com a forn de pa de la Cellera de Ter (Selva) inclosa a l'Inventari del Patrimoni Arquitectònic de Catalunya.

## Descripció
Es tracta d'un immoble de planta rectangular que consta de planta baixa i pis superior, cobert amb una teulada a dues aigües de vessants a laterals. Està ubicat en la travessera de l'església, però al mateix temps fa cantonada amb el carrer Figaric.
La planta baixa destaca pel portal d'accés rectangular, amb llinda monolítica conformant un arc pla i muntants de pedra ben escairats. En el dintell es pot llegir una inscripció molt interessant: “AVEMARIASIN H PECADOCONSE / 1 7 0 0 / BIDA”.
Paral·lelament en aquest sector, trobem una gran obertura rectangular tapiada, fins aquí tot correcte. Però si prestem atenció veurem que a la part esquerre es conserven les restes d'unes grans dovelles. Tot fa pensar per tant que ens trobem davant d'una obertura que en origen era el portal principal d'accés a l'immoble. Un portal d'accés que es caracteritzava per ser adovellat amb arc de mig punt i amb unes dovelles d'enormes dimensions i molt ben escairades.
Pel que fa al primer pis, aquest contempla dues obertures rectangulars projectades com a balconades i cadascuna amb la seva respectiva barana de ferro forjat. Destaca en especial la de la dreta, més propera a la cantonada, la qual ha conservat tant els muntants de pedra com la llinda monolítica. En ella s'aprecia una inscripció, però degut a la distància i al seu estat degradat es fa difícil la seva interpretació. Entre les paraules que es poden llegir bé, apareix el nom de Jesús i, per tant, tot fa pensar que la inscripció ha de tenir unes connotacions religioses.